# Morville-en-Beauce
Morville-en-Beauce is een gemeente in het Franse departement Loiret (regio Centre-Val de Loire) en telt 188 inwoners (2005). De plaats maakt deel uit van het arrondissement Pithiviers.

## Geografie
De oppervlakte van Morville-en-Beauce bedraagt 11,4 km², de bevolkingsdichtheid is 16,5 inwoners per km².
De onderstaande kaart toont de ligging van Morville-en-Beauce met de belangrijkste infrastructuur en aangrenzende gemeenten.

## Demografie
Onderstaande figuur toont het verloop van het inwonertal (bron: INSEE-tellingen).